# El Gráfico
El Gráfico é uma revista argentina sobre futebol publicada desde 30 de maio de 1919.

## Histórico
A revista foi fundada por Constancio Vigil, com a intenção de apoiar a prática do futebol por locais, já que no início do Século XX o esporte era praticado quase que exclusivamente por ingleses. Originalmente, não era uma revista exclusivamente esportiva, tendo publicado matérias policiais de artes e até fotos de mulheres nuas até os anos 50, quando o assunto principal passou a ser o futebol. Ainda assim, a revista abre espaço também para outros esportes populares no país, como rúgbi, basquete, automobilismo, boxe e hóquei na grama.
Em 1986, após a Copa do Mundo vencida pela Argentina, a edição com Diego Maradona na capa vendeu 880 mil exemplares.
Em 1998, a revista foi comprada pelo grupo Torneos y Competencias. Em março de 2002, depois de cortes na redação, a revista deixou de ser semanal, por causa do "estado terminal da indústria gráfica", como destacou o editorial da última edição com essa periodicidade. No mesmo ano, passou a publicar edições mensais, que seguem até hoje.

### Edições no Exterior
Em abril de 2006, foi lançada uma edição chilena, e, em setembro de 2007, passou a ser distribuída como suplemento gratuito do jornal El Día, das Ilhas Canárias, na Espanha.